# Semantic Scholar
Semantički učenjak (engl. Semantic Scholar) je pretraživač akademskih publikacija podržan veštačkom inteligencijom razvijen na Alenovom institutu za veštačku inteligenciju i javno lansiran u novembru 2015. godine. On koristi napredak u obradi prirodnog jezika da obezbedi sažetke za naučne radove. Tim Semantičkog učenjaka aktivno istražuje upotrebu veštačke inteligencije u obradi prirodnog jezika, mašinskom učenju, interakciji čoveka i računara i pronalaženju informacija.
Semantički učenjak je započeo kao baza podataka koja obuhvata teme računarske nauke, geonauke i neuronauke. Međutim, 2017. godine sistem je počeo da uključuje biomedicinsku literaturu u svoj sadržaj. Od novembra 2021. obuhvata publikacije iz svih oblasti nauke.

## Spoljašnje veze
- Званични веб-сајт